# Société Anonyme (Frankreich)
Die Société Anonyme (abgekürzt S.A. oder SA, bis Mitte des 20. Jahrhunderts Sté Ame, auch Sté Ame) ist eine Rechtsform für Aktiengesellschaften in Frankreich.

## Bedeutung
Société Anonyme (deutsch „anonymes Unternehmen“), da die Unternehmensanteile als Inhaberaktien wie Sachen durch Einigung und Übergabe übertragen werden können und die Aktionäre weder in das Handelsregister eingetragen werden noch auch nur der Geschäftsführung der Gesellschaft namentlich bekannt sein müssen.

## Gesetzliche Grundlagen
Die SA ist im französischen Handelsgesetzbuch, dem Code de commerce im Kapitel V, 2. Unterpunkt definiert.
Wichtige Prinzipien der SA sind:
- Die Aktionäre haften nur bis zum Betrag ihrer Aktieneinlage.
- Die Gesellschaft muss bei ihrer Gründung aus mindestens sieben Aktionären bestehen.
- Das Grundkapital muss vollständig eingezahlt sein.
- Das Mindestkapital liegt bei 37.000 Euro; bei Publikumsgesellschaften (SA faisant appel public à l’épargne) liegt das Mindestkapital bei 225.000 Euro.
- Das Kapital ist nicht variabel; eine Veränderung des Kapitals bedarf einer Satzungsänderung.
- Es muss mindestens ein Rechnungsprüfer (Commissaire aux comptes) bestimmt sein.
- Die Aktionäre können ihre Anteile prinzipiell frei handeln.

Neben der klassischen Form der SA mit Verwaltungsrat (conseil d’administration) gibt es die Möglichkeit, einen Aufsichtsrat (conseil de surveillance) und einen Vorstand (directoire) zu bestimmen.
Außer der Société anonyme gibt es in Frankreich die Société par Actions Simplifiée (S.A.S./SAS), die eine vereinfachte Aktiengesellschaft ist, die den Gesellschaftern mehr Regelungsfreiheit im Rahmen der Satzung einräumt.

## Geschichte
Die Unternehmensform wurde offiziell zum ersten Mal im Handelsgesetzbuch von 1807 geregelt. Im Laufe der Zeit gab es einige Veränderungen, teilweise auch Liberalisierungen. Im Mai 1863 wurden das Minimum von sieben Aktionären, ein Mindestkapital von 20 Millionen Franken und die beschränkte Haftung eingeführt. Zwischen 1807 und 1867 wurden nur 651 Aktiengesellschaften in Frankreich zugelassen, da die Erlaubnis des Staatsrates zur Errichtung erforderlich war.